# 大阪市立桜宮幼稚園
大阪市立桜宮幼稚園（おおさかしりつ さくらのみやようちえん）は、大阪府大阪市都島区東野田町一丁目にある公立幼稚園。

## 沿革
- 1923年（大正12年） - 大阪市桜宮露店保育所創立。
- 1939年（昭和14年） - 桜宮尋常小学校（現・大阪市立桜宮小学校）に大阪市桜宮幼稚園を併設[1]。
- 1945年6月7日 - 幼稚園舎空襲のため焼失[2]。
- 1949年8月31日 - 大阪市立桜宮幼稚園として独立[2]。[疑問点 – ノート]

## 交通
- JR東西線 大阪城北詰駅 北東へ250m
- 大阪環状線 京橋駅 西へ300m
- 地下鉄長堀鶴見緑地線 京橋駅 西へ250m
- 京阪電気鉄道 京橋駅 西へ250m